# Sophie in ’t Veld
Sophia Helena (Sophie) in ’t Veld (ur. 13 września 1963 w Vollenhove) – holenderska polityk, posłanka do Parlamentu Europejskiego VI, VII, VIII i IX kadencji.

## Życiorys
W 1991 ukończyła historię na Uniwersytecie w Lejdzie. Odbyła też studia podyplomowe z zarządzania i administracji. Pracowała jako tłumaczka, doradca w radzie miasta Gouda, a także asystentka jednego z europosłów. Od 1996 do 2004 pełniła funkcję sekretarza generalnego Partii Europejskich Liberałów, Demokratów i Reformatorów w Komitecie Regionów.
W 2004 uzyskała mandat posła do Parlamentu Europejskiego z listy ugrupowania Demokraci 66. W PE przystąpiła do grupy Porozumienia Liberałów i Demokratów na rzecz Europy. W 2009, 2014 i 2019 z powodzeniem ubiegała się o reelekcję. W czerwcu 2023 opuściła Demokratów 66, dołączyła do ugrupowania Volt Nederland.